# Banićevac
Banićevac – wieś w Chorwacji, w żupanii brodzko-posawskiej, w gminie Cernik. W 2011 roku liczyła 223 mieszkańców.